# Abbaye de Glanawydan
L'abbaye de Glanawydan, souvent identifiée dans l'historiographie avec celle de Glangragh sans que l'identité puisse être prouvée, est une ancienne abbaye cistercienne totalement disparue située au sud de l'Irlande.
Fondée en 1170, elle connaît une existence médiévale assez fugace jusqu'en 1227 ou 1228, puis une réduction à l'état de grange ; une possible renaissance aurait eu lieu à partir de 1278 ; en tous les cas, l'établissement disparaît en 1541 avec la dissolution.

## Historiographie
L'identification entre Glanawydan et Glangragh n'est pas certaine. Les auteurs anciens en parlent comme de deux monastères différents. Ainsi, en 1722, Louis-Augustin Alemand, grammairien et historien, évoque Glangragh en signalant sa localisation très incertaine (comté de Down en Ulster, ou comté de Meath), et ne mentionne pas Glanawydan. Leopold Janauschek, en 1877, ne s'intéresse également qu'à Glangragh, qu'il a également des difficultés à localiser précisément.
En revanche, Stephen Tobin, dans son ouvrage The Cistercians : Monks and Monasteries of Europe, daté de 1996, identifie les deux abbayes. René Dubuc, dans son Héraldique cistercienne, reprend également cette identification des deux noms. Stanley Roseman n'identifie pas formellement les deux noms mais place Glangragh sur le site de Glanawydan

## Localisation
L'abbaye est située sur la côte sud de l'Irlande, dans le comté de Waterford, à peu de distance de la mer,.

## Histoire

### Fondation
Le peu qui est connu de l'histoire de Glanawydan mentionne une fondation par les moines d'Inislounaght vers 1170,,.

### Disparition précoce
Vers 1227, la pauvreté de l'abbaye est telle qu'Étienne de Lexington décide de la supprimer, et d'en faire une simple grange dépendant désormais de Dunbrody. Cette déchéance canonique et ce changement d'affiliation sont probablement également liés à la conspiration de Mellifont qui agitait alors les abbayes-filles de cette dernière, dont Inislounaght, alors que Dunbrody dépendait de l'abbaye de Dublin,.

### Possible restauration
En 1278, la filiation de Mellifont est restaurée et certaines preuves iraient dans le sens d'une restauration de l'abbaye de Glanawydan ; en tout état de cause, l'inventaire de 1535, qui précède la disparition d'Inislounaght en 1541, fait état de Glanawydan comme possession de sa maison-mère fondatrice.